# Фонте Вивола (Витербо)
Фонте Вивола је насеље у Италији у округу Витербо, региону Лацио.
Према процени из 2011. у насељу је живело 304 становника. Насеље се налази на надморској висини од 330 м.